# Longitarsus subrufus
Longitarsus subrufus är en skalbaggsart som beskrevs av J. L. Leconte 1859. Longitarsus subrufus ingår i släktet Longitarsus och familjen bladbaggar. Inga underarter finns listade i Catalogue of Life.